# Örnsköldsvik HF
L'Örnsköldsviks IF est un club de hockey sur glace d'Örnsköldsvik en Suède. Il évolue en Hockeyettan, troisième échelon suédois.

## Historique
Le club a été créé en 1921.

## Palmarès
- Aucun titre.